# Austromiris
Austromiris is een geslacht van wantsen uit de familie van de Miridae (Blindwantsen). Het geslacht werd voor het eerst wetenschappelijk beschreven door George Willis Kirkaldy in 1902.

## Soorten
Het genus bevat de volgende soorten:

- Austromiris nigronasutus (Poppius, 1911)
- Austromiris viridissimus Kirkaldy, 1902